# الیوت دورل
الیوت دورل (انگلیسی: Elliott Durrell؛ زادهٔ ۳۱ ژوئیهٔ ۱۹۸۹) بازیکن فوتبال اهل بریتانیا است.
از باشگاه‌هایی که در آن بازی کرده‌است می‌توان به باشگاه فوتبال تاموورث و باشگاه فوتبال مکلسفیلد تاون اشاره کرد.